# 阿道夫·赫維茲
阿道夫·赫維茲（德語：Adolf Hurwitz，德語發音：[ˈaːdɔlf ˈhʊʁvɪts]，1859年3月26日—1919年11月18日）是一名德國數學家。

## 早年生活
阿道夫·赫維茲生於希爾德斯海姆（舊屬漢諾威公國，今為德國下薩克森州一隅）的一個猶太家庭。據族譜記載，阿道夫·赫維茲有幾位同輩兄弟姊妹，但它們的姓名至今尚未確認。他的父親所羅門·赫維茲雖在一家製造業公司上班，但家庭並未因此富裕。他的母亲愛莉絲·韋特墨在他3歲時即去世。赫維茲於1868年進入希爾德斯海姆的一間文實中學（Realgymnasium Andreanum）就讀。阿道夫的數學老師是赫曼·舒伯特。赫曼·舒伯特勸說阿道夫的父親讓阿道夫讀大學，並且安排阿道夫到慕尼黑於菲利克斯·克萊因門下學習。所羅門·赫維茲雖未能支付阿道夫的大學學費，但是所羅門的朋友愛德華先生伸出了援手，願意在經濟上予阿道夫助益。

## 教育经历
1877年，17岁的赫維茲入慕尼黑大學學習。他上了一年由克莱因讲授的课程，在之后的1877-1878学年又去柏林大学（今柏林洪堡大学）听库默尔、魏尔斯特拉斯和克罗内克，之后又返回了慕尼黑。
1880年十月，克萊因轉往萊比錫大學任教，赫維茲亦追隨至萊比錫大學，并成为克莱因的博士学生。1881年，赫維茲以一篇讨论椭圆模函数的论文取得博士学位。哥廷根大学多待了2年后，他于1884年受邀前往柯尼斯堡阿尔贝特大学（Albertus Universität，今柯尼斯堡大学）担任杰出教授（Extraordinary Professor）；在那里他还见到并影响了大卫·希尔伯特和赫尔曼·闵可夫斯基。因弗罗贝尼乌斯的离去，1892年他在苏黎世联邦综合技术学校（Eidgenössische Polytechnikum Zürich，今苏黎世联邦理工学院）获得了一个主席职务并一直干到底。
早在慕尼黑求学期间，他就感染过伤寒。他在苏黎世工作期间一直遭受健康问题的烦扰。他患有严重的偏头痛，1905年又因肾病而摘除了一个肾。他亡故於瑞士蘇黎世。

## 數學貢獻
他是早期研究黎曼曲面论的大师之一，并运用其成果证明了代数曲线的许多基础性结论，例如赫维茨自同构定理。这项工作引发了不少新理论的诞生，例如代数对应（algebraic correspondences）的一般性理论、赫克算子和利夫希茨不动点定理。他也对数论很有兴趣。他研究了有关四元数的极大序理论，还定义了后来以他命名的赫维茨四元数。在控制系统和动态系统理论方面，他在1895年独立地导出了用于判断线性系统是否稳定的劳斯–赫尔维茨稳定性判据。此前埃德瓦·饶斯曾用不同方法导出过这个判据。

## 家庭
1884年，赫維茲在柯尼斯堡期间遇到了伊达·萨缪尔（Ida Samuel）。萨缪尔是一位医学部教授之女。赫維茲与萨缪尔结婚，育有3个子女。